# کاله یالکانن
کاله یالکانن (انگلیسی: Kalle Jalkanen; ۱۰ مهٔ ۱۹۰۷ – ۵ سپتامبر ۱۹۴۱) اسکی‌باز صحرانوردی اهل فنلاند بود.
وی در مسابقات کشوری و بین‌المللی در مجموع برندهٔ ۲ مدال طلا، ۲ مدال نقره، ۱ مدال برنز شده است.
او در پنجم سپتامبر ۱۹۴۱ در سن ۳۴ سالگی در گذشت